# إد نيل
إد نيل (بالإنجليزية: Ed Neal)‏ هو لاعب كرة قدم أمريكية أمريكي، ولد في 31 ديسمبر 1918 في ويتشيتا فولز في الولايات المتحدة، وتوفي بنفس المكان في 27 ديسمبر 1984.